# Benaocaz
Benaocaz è un comune spagnolo di 656 abitanti situato nella comunità autonoma dell'Andalusia.

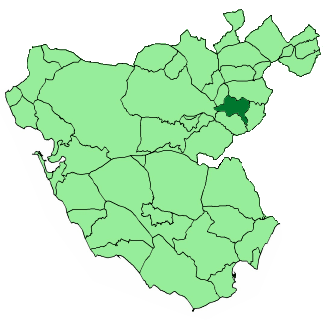
Mappa del comune nella provincia